# پطروس هوهانیسیان
پطروس هوهانسی هوهانیسیان (ارمنی: Պետրոս Հովհաննեսի Հովհաննիսյան؛  زادهٔ ۲۲ ژوئیهٔ ۱۹۴۴ - درگذشته ۲۲ فوریهٔ ۲۰۱۶) یک مورخ، աղբյուրագետ و استاد اهل ارمنستان بود.

## زندگی‌نامه
در ۲۲ ژوئیهٔ ۱۹۴۴ در لنیناکان به دنیا آمد و از دانشگاه دولتی ایروان فارغ‌التحصیل شد. وی در دانشگاه دولتی ایروان و دانشکده علوم الهی گئورگیان فعالیت می‌کرد.  وی همچنین برنده نشان افتخار ساهاک مقدس-مسروپ مقدس و آموزگار شایسته جمهوری ارمنستان شده است. وی در ۲۲ فوریهٔ ۲۰۱۶ در سن ۷۱ سالگی در ایروان درگذشت.

## یادداشت
1. ↑  Աղբյուրագիտություն
2. ↑  պատմական գիտությունների թեկնածու